# Hufiec
Hufiec – jednostka organizacyjna w organizacjach harcerskich, usytuowana w hierarchii pomiędzy podstawowymi jednostkami organizacyjnymi a chorągwią.

## Związek Harcerstwa Polskiego
W ZHP hufiec jest terytorialną wspólnotą gromad, drużyn, kręgów i innych podstawowych jednostek organizacyjnych. Oprócz jednostek podstawowych lub też zamiast nich, hufiec może skupiać związki drużyn i szczepy.
Hufiec obejmuje terytorialnie na ogół obszar powiatu, w dużych miastach – jednej lub kilku dzielnic.
Hufiec tworzy warunki do działania jednostek organizacyjnych przez:
- budowanie wspólnoty instruktorskiej i wspólnoty gromad, drużyn i kręgów,
- wychowanie, kształcenie i wspieranie drużynowych i funkcyjnych,
- pozyskiwanie i motywowanie kadry,
- inicjowanie i wzmacnianie działalności programowej i metodycznej podstawowych jednostek organizacyjnych,
- wspieranie gromad, drużyn, kręgów, szczepów i związków drużyn w organizowaniu akcji letniej i zimowej,
- koordynację, nadzór i systematyczną ocenę podległych jednostek organizacyjnych w zakresie zgodności z celami, zasadami i regulaminami ZHP i metodą harcerską,
- współpracę z władzami lokalnymi,
- pozyskiwanie środków finansowych i materialnych.

Hufiec tworzy komenda chorągwi, po zasięgnięciu opinii zainteresowanych środowisk, wyznaczając jego obszar działania i siedzibę władz.
Komenda chorągwi zmienia obszar działania hufca na wniosek zainteresowanych środowisk, po zasięgnięciu opinii właściwych komend hufców.
Hufiec rozwiązuje komenda chorągwi, po zasięgnięciu opinii zainteresowanych środowisk. W przypadku rozwiązania hufca komenda chorągwi podejmuje uchwałę w sprawie zmiany przydziału służbowego członków, przynależności jednostek organizacyjnych hufca oraz w sprawie składników majątkowych hufca i uregulowania jego zobowiązań.

### Władze hufca
Władzami hufca są:
- zjazd hufca,
- komenda hufca – kolegialna władza hufca wybrana przez zjazd hufca; w jej skład wchodzi minimum 5 osób (w tym komendant hufca i co najmniej jeden zastępca); tryb pracy komendy określa "Regulamin pracy komendanta i komendy hufca",
- komendant hufca,
- komisja rewizyjna hufca,
- sąd harcerski hufca, jeżeli zjazd hufca dokona jego wyboru.

### Historia
W ZHP do 1948 funkcjonowały oddzielne hufce harcerek i harcerzy, które nie zawsze pokrywały się terytorialnie z obszarem powiatu. Strukturą obejmującą teren powiatu był obwód, na którym mogło działać kilka hufców.
W okresie 1957–1975 hufce były jednostkami organizacyjnymi działającymi na obszarze powiatu, miasta lub – w większych miastach – dzielnicy. Większe hufce dzieliły się na gminne związki drużyn, ośrodki lub rejony. W latach 1975–1977 hufce liczące poniżej 500 członków nazywane były gminnymi lub miejskimi związkami drużyn.
W 1984 w ZHP istniało 1141 hufców, w tym 111 miejskich, 449 gminnych i 581 miejsko-gminnych.

## Związek Harcerstwa Rzeczypospolitej
W ZHR istnieją hufce męskie i żeńskie będące częściami odpowiednio organizacji harcerzy i organizacji harcerek. Są one jednostkami organizacyjnymi ZHR skupiającą gromady zuchów, drużyny harcerek/ harcerz, drużyny wędrowniczek/ wędrowników, działające na określonym terenie.
Terenem działania hufca jest obszar jednej lub więcej gmin bądź dzielnic. Hufiec liczy od 5 do 10 jednostek organizacyjnych Związku. Hufiec, który nie spełnia wymagań określonych w regulaminach ZHR nazywany jest związkiem drużyn. Hufce w celu usprawnienia pracy harcerskiej w środowisku lokalnym mogą tworzyć Obwody.

### Władze hufca
Hufcem kieruje hufcowy – instruktor ZHR posiadający stopień harcmistrza lub podharcmistrza, mianowany na funkcje przez właściwego Komendanta Chorągwi. Kandydata na hufcowego wybiera zbiórka instruktorów hufca. Hufcowy może spośród instruktorów hufca powołać komendę hufca, służącą mu pomocą w kierowaniu jednostką.

## Stowarzyszenie Harcerskie
W SH hufiec jest terenową jednostką organizacyjną SH. W Stowarzyszeniu Harcerskim działają dwa hufce (męski i żeński). Do zadań hufca należy:
- nadzorowanie i wspieranie pracy drużyn i gromad
- prowadzenie kształcenia drużynowych i funkcyjnych
- organizacja akcji letnich i zimowych

### Władze hufca
- rada hufca – najwyższa władza hufca
- komendant hufca – kieruje hufcem w okresie między radami
- komisja rewizyjna hufca